# Park 21
Park 21 is een stadspark in aanleg, dat is gelegen in de Nederlandse gemeente Haarlemmermeer tussen de gebouwde omgeving van Hoofddorp en Nieuw-Vennep. Het park zal uiteindelijk een oppervlakte krijgen van 1000 hectare, drie keer de grootte van het Central Park in New York. In het noorden wordt het park begrensd door de Nieuwe Bennebroekerweg, in het westen door de Driemerenweg (N205), in het oosten door de A4 en in het zuiden door de Noordelijke Randweg van Nieuw-Vennep.
Er is een recreatieplas met horeca gepland, een sportgebied, en een recreatiegebied met evenemententerrein. Er komen themagebieden met bloemen, water en geschiedenis om "Holland" te presenteren.

## Bereikbaarheid
Een aantal (belangrijke) noord-zuidverbindingen doorkruisen het gebied. Dit zijn van west naar oost; de IJweg, Busbaan van het R-net, Hoofdweg (N520), Hoofdvaart, Spoorlaan met de Schipholspoorlijn en de Rijnlanderweg.